# Paranimbus longitarsis
Paranimbus longitarsis är en skalbaggsart som beskrevs av Edgar von Harold 1860. Paranimbus longitarsis ingår i släktet Paranimbus och familjen Aphodiidae. Inga underarter finns listade i Catalogue of Life.